# Penthea solida
Penthea solida är en skalbaggsart som beskrevs av Francis Polkinghorne Pascoe 1863. Penthea solida ingår i släktet Penthea och familjen långhorningar. Inga underarter finns listade i Catalogue of Life.